# Arkenau
Die Burg Arkenau ist eine abgegangene, hochmittelalterliche Motte der Grafschaft Tecklenburg bei der Gemeinde Essen im niedersächsischen Landkreis Cloppenburg. Sie stand auf einer kleinen, vom Moor umgebenen Anhöhe beim heutigen Dorf Brokstreek.

## Geschichte
Die Burg Arkenau wurde um 1200 durch die Grafen von Tecklenburg errichtet. In der historischen Überlieferung erscheint sie nur ein einziges Mal. In der Chronik des von 1364 bis 1379 amtierenden Münsteraner Bischofs Florenz von Wevelinghoven wird ihre Zerstörung um 1235 beschrieben. Dies geschah während einer Fehde, die Bischof Konrad I. von Osnabrück zusammen mit der Grafschaft Ravensberg gegen den Grafen Graf Otto I. von Tecklenburg austrugen. Der Konflikt endete mit der Verpflichtung der Tecklenburger Grafen, die Burg nicht wieder aufzubauen und die Grenze zu Osnabrück anzuerkennen.
Zwischen 1929 und 1930 wurde der Burgwall abgetragen, der Burghügel folgte 1966. Heute sind von der Burg keine Spuren mehr vorhanden.

## Beschreibung
Der ovale Burghügel maß ca. 80 × 100 m ab der Basis und erhob sich ca. 4 m über seine Umgebung. Während der Planierungsarbeiten stieß man auf einen Brunnen, zahlreiche 3–4 m lange Pfähle sowie viele kleine Feldsteine.